# Sloughhouse AVA
Sloughhouse AVA (anerkannt seit dem 17. Juli 2006) ist ein Weinbaugebiet im US-Bundesstaat Kalifornien. Das Gebiet erstreckt sich über das Verwaltungsgebiet von Sacramento County. Die geschützte Herkunftsbezeichnung ist eine Subzone im nordöstlichen Teil der übergeordneten Lodi AVA. Innerhalb der Region von Lodi verfügt die Subzone Sloughhouse über das wärmste Klima, obwohl die Sloughhouse AVA mit 180 m ü. NN (590 ft) höher als die anderen Subzonen liegt. Durch die relative Höhenlage wird das Gebiet jedoch nur noch bedingt von den kühlenden Nebeln des Pazifik erreicht. Sloughhouse wird daher als Zone mit einem Übergangsklima zwischen dem sehr warmen Central Valley und der nahegelegenen Sierra Foothills AVA angesehen.